# Каменистая жаба
Каменистая жаба (лат. Rhinella achalensis) — вид бесхвостых земноводных из семейства жаб, эндемик Аргентины. Ареал ограничен высокогорными плато в горах Сьеррас-Грандес в провинциях Кордова и Сан-Луис.

## Среда обитания
Обитает на скалистых обнажениях на горных лугах. Размножается в горных ручьях во время последних снегопадов в конце августа. Головастики могут плавать подо льдом. Взрослые и молодые особи часто встречаются в непосредственной близости (в пределах 300 м) от ручья, служащего местом размножения.
После сезона размножения жабы выбирают обнажения гранита и избегают мест с интенсивным выпасом скота. Молодые особи используют в качестве убежищ рыхлые, плоские, относительно небольшие камни, тогда как взрослые особи предпочитают более крупные камни. Днём жабы остаются в своих каменистых убежищах, а ночью перемещаются к ручьям или каменистым водоёмам, чтобы восстановить водный баланс.

## Охранный статус
Красная книга МСОП присвоила виду статус «Вымирающий». Хотя точные причины сокращения численности остаются неизвестными, возможно, на уменьшение популяции влияет хитридиомикоз. Другими возможными угрозами для этого вида являются потеря среды обитания из-за экстенсивного разведения крупного рогатого скота, снижение выживаемости из-за вытаптывания, а также заиление и загрязнение водных источников, вызванные крупным рогатым скотом. Влияние этих факторов на вид малоизучено. Некоторые субпопуляции могут страдать из-за пожаров.
Численность популяции, вероятно, не превышает 2 500 особей, при этом в каждой субпопуляции меньше 50 взрослых жаб.